# Mit tenne a gyereked?
A Mit tenne a gyereked? a TV2 gyerekekkel foglalkozó műsora, az angol What Whould Your Kid Do? címen alapul.

## Története
2018. május 8-án Fischer Gábor, a TV2 Csoport programigazgatója a Digital-Media Hungary konferencián bejelentette, hogy a Vigyázat, gyerekkel vagyok! és Vigyázat, szülővel vagyok! műsorokkal mellett egy újabb, gyerekekkel foglalkozó műsort indít a csatorna. 2018. szeptember 24-én a TV2 Csoport 2018-as őszi sajtótájékoztatóján bejelentették a műsorának kezdési időpontját.

## A műsor menete
A műsorban a gyerekeket a szüleik különféle helyzetek elé állítják, a gyerekek azonban nem tudják, hogy filmezik őket, és nem egy szokásos napot töltenek például az iskolában. A műsorban a szülők versenyeznek majd egymással azon, hogy melyikük találja-e, a csemetéjük hogyan reagál majd az adott helyzetre, megszegi-e esetleg a szabályokat.